# Can Puigverd
Can Puigverd és una masia situada en un petit turó que s'alça sobre els conreus de la banda riberenca de Palafolls. Molt a prop s'hi troba també un complex industrial de recent construcció. L'edifici pertany al grup IV, perquè té tres cossos de baixos i pis, i el cos central construït amb una golfa. Per la banda de la façana principal és difícil veure el caràcter originari de la masia, ja que està coberta d'una capçalera barroca (com la d'altres masies que hi ha al Maresme) tot respectant el portal rodó dovellat. Aquesta masia havia estat una de les més importants de Palafolls i amb el mateix nom es conserva l'edifici de l'antic molí hidràulic de la zona.